# زبان سوکوتری
زبان سکوترایی یک زبان از خانوادهزبان‌های سامی جنوبی است که توسط مردم سکوترایی در جزیره سوکوتراو دو جزیره مجاور آن یعنی عبد الکوری و سامح،در مجمع الجزایر سوکوترا، صحبت میشود. سکوترایی یکی از شش زبانی است که از آن بعنوان  زبان عربستانی جنوبی نوین یاد میشود.